# Église Saint-Jean-Baptiste de Gosselies
Pour les articles homonymes, voir Église Saint-Jean-Baptiste.
L'église Saint-Jean-Baptiste est un édifice religieux classé situé à Gosselies, section de la ville belge de Charleroi, dans la province de Hainaut.

## Histoire

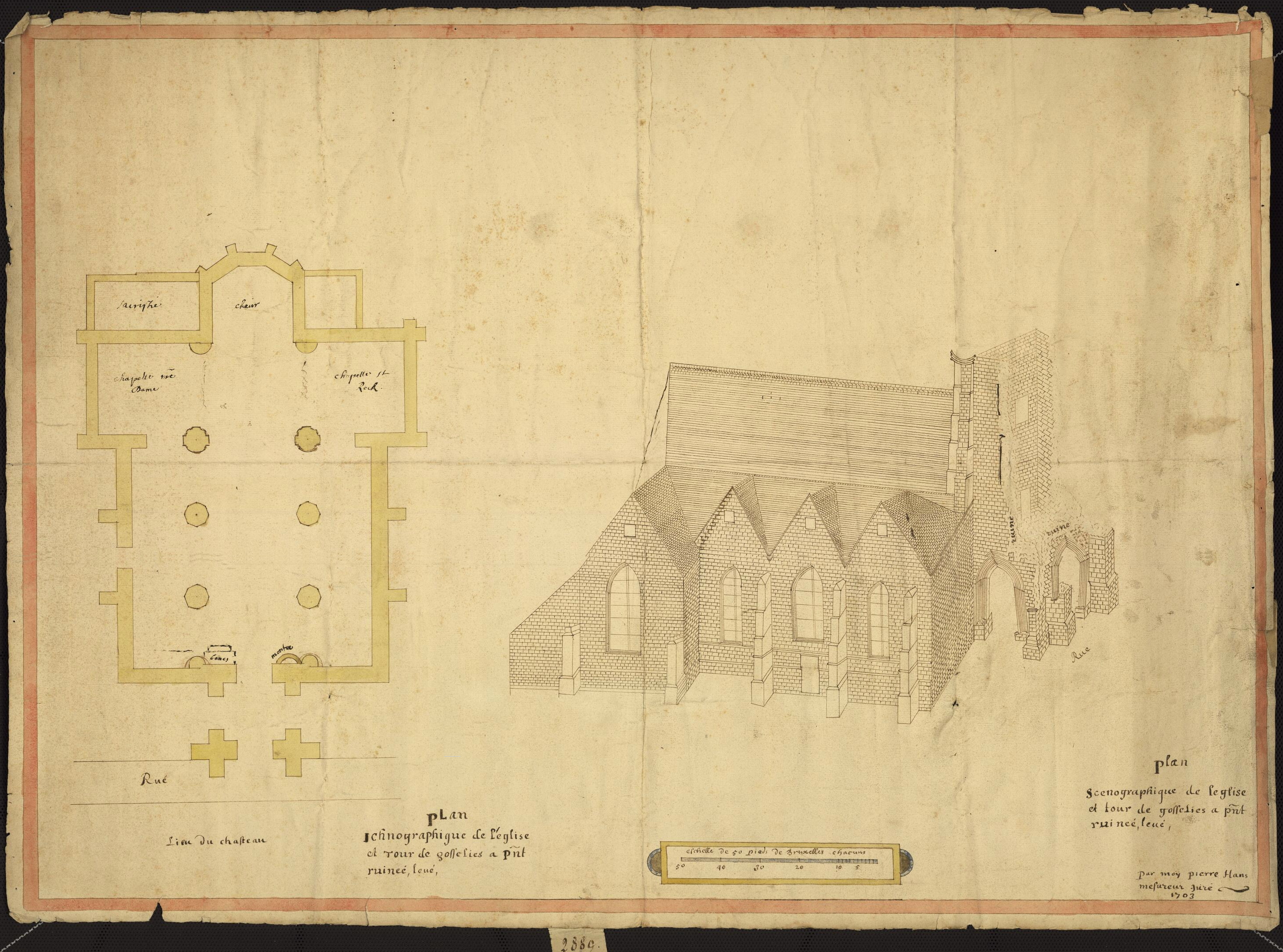
Plan et vue en perspective de l'église de Gosselies, et des ruines de la tour de cet édifice. Levé et dessinée, en 1703, par Pierre Hans, mesureur juré.

La première mention de Gosselies remonte à une lettre de l'évêque de Liège Notger en l'an 980. Il semblerait qu'à l'époque la localité dépendait de la paroisse de Jumet, l'itinéraire du Tour de la Madeleine conserverait le souvenir de l'étendue de cette paroisse originelle. Gosselies disposait alors sans doute d'un oratoire ou d'une chapelle de secours. 
En l'an 1100, le seigneur du lieu, Raoul de Viesville, décida de doter l'église d'un baptistère et de la faire desservir par des moines, venus de l'abbaye de Liessies. Sa mort l'empêcha de mener à bien son projet. Ce fut son épouse Pétronille de Roucy qui reprit le flambeau. Pour assurer la quiétude des moines, elle rasa sa forteresse d'Avelinsart dans la vallée du Piéton pour y établir le prieuré de Sart-les-Moines.L'abbé de Liessies demeura le décimateur de l'église de Gosselies jusqu'à la fin de l'Ancien Régime.
En 1554, l'église fut incendiée par les forces françaises du Roi Henri II. Elle conserve un portail, figurant la tête de Saint-Jean-Baptiste sur un plateau, portant cette date en millésime, date de la reconstruction. La nef, les bas côtés et la base de la tour, en style gothique hennuyer remontent à cette époque. 
Une reconstruction partielle sous l'égide de l'architecte Émile Tirou eut lieu en raison de l’exigüité de l'édifice entre 1873 et 1874. C'est de cette époque que date le chœur, la partie haute de la tour et le transept. 
Le clocher s'effondra à la suite d'une tempête en 1990. Le nouveau clocher fut installé quatre ans plus tard.